# Barbara Lynn
Barbara Lynn, nacida Barbara Lynn Ozen,(Beaumont, Texas, 16 de enero de 1942), es una cantante, guitarrista y compositora de rhythm and blues estadounidense.

## Biografía
Desde niña comenzó a tocar el piano, pasando posteriormente a la guitarra, encordada para tocar con la mano izquierda, ya que Lynn es zurda. Influida tanto por artistas de moda como Brenda Lee, Connie Francis o Elvis Presley como por los músicos de blues, Guitar Slim o Jimmy Reed, se presentó a varios concursos de talentos locales y pronto fundó su propia banda juvenil, llamada Bobbie Lynn and Her Idols.
Comenzó a actuar en clubes locales de Texas hasta que fue descubierta por el cantante Joe Barry que le presentó al productor Huey P. Meaux.
Con el consentimiento de sus padres, Meaux, se llevó a Lynn a Nueva Orleans para grabar su primer sencillo “You’ll Lose a Good Thing” coescrita por Lynn y Meaux, y que contó con la colaboración de importantes músicos profesionales como Mac Rebennack (Dr.John).
Publicado por Jamie Records, “You’ll Lose a Good Thing” llegó al número 1 de las listas de éxitos nacionales de rhythm and blues y entró en las listas de los diez más populares de en pop de 1962. La canción fue posteriormente grabada por artistas como Aretha Franklin o Freddy Fender. Lynn también lanzó un álbum, titulado You’ll Lose a Good Thing que contenía diez de sus composiciones.
Lynn constituyó un fenómeno inusual para la época, ya que se trataba de una mujer afroamericana que componía sus propias canciones y que además tocaba la guitarra principal. Pronto estuvo de gira junto a grandes músicos de soul como Gladys Knight, Stevie Wonder, Smokey Robinson, Dionne Warwick, Jackie Wilson, Sam Cooke, Otis Redding, James Brown, Al Green, Marvin Gaye, Ike & Tina Turner, The Temptations y B.B. King. Apareció en dos ocasiones en el espectáculo American Bandstand en el Teatro Apollo de Nueva York y su canción “Oh Baby (We´ve Got A Good Thing Goin’)” de 1964 fue versionada por los Rolling Stones en el álbum de 1965 The Rolling Stones Now!.
Barbara Lynn continuó grabando para el sello Jamie Records hasta 1966, año en el que grabó “You Left the Water Running”, su último éxito antes de firmar con Atlantic Records al año siguiente. Con esta nueva discográfica grabó en 1968 su álbum Here Is Barbara Lynn.
En 1970, a los 28 años, Lynn se casó por primera vez. Fruto de este matrimonio nacieron sus tres hijos y se trasladó a vivir a Los Ángeles. La escasa promoción de su discográfica y la dedicación a su familia, hicieron que Barbara Lynn tomara la decisión de retirarse profesionalmente de la música. No obstante, durante la década de los 70 y parte de los 80, reaparecía ocasionalmente en clubes de Los Ángeles y grabó algunos singles en pequeñas discográficas.
En 1984 realizó una gira por Japón, y grabó un álbum en vivo, You Don’t Have to Go, que fue lanzado posteriormente en EE. UU. Tras la muerte de su marido, reanudó su carrera musical y volvió a Beaumont, Texas, donde vivía su madre. Siguió realizando giras internacionales, por Europa y otros lugares. En 1994, por primera vez en más de veinte años, Lynn vuelve a grabar un álbum de estudio, So Good. En 1999 recibió el premio Pioneer Award concedido por la Rhythm and Blues Foundation.
Barbara Lynn, continúa residiendo en su ciudad natal y participando en conciertos por todo el mundo.

## Discografía
- 1963 You'll Lose A Good Thing (Jamie)
- 1964 Sister of Soul (Jamie)
- 1968 Here Is Barbara Lynn (Atlantic)
- 1988 You Don't Have To Go (Ichiban)
- 1993 So Good (Bullseye Blues)
- 1996 Until Then I'll Suffer (I.T.P.)
- 2000 Hot Night Tonight (Antone's)
- 2004 Blues & Soul Situation (Dialtone)